# Victor Ndip
Victor Ndip (Yaoundé, 1967. augusztus 18. –) kameruni válogatott labdarúgó.

## Pályafutása

### Klubcsapatban
Pályafutását 1984-ben a Cammark Kumba csapatában kezdte. 1985 és 1987 között az Union Douala, 1988 és 1992 között a Canon Yaoundé játékosa volt. 1993–94-ben az Olympic Mvolyé együttesében szerepelt. 1995 és 1996 között a Hawaii Tsunamiban játszott az Egyesült Államokban. 1997-ben visszatért az Olympic Mvolyéhoz.

### A válogatottban
1986 és 1994 között 50 alkalommal szerepelt a kameruni válogatottban. Részt vett az 1990-es és az 1994-es világbajnokságon, illetve az 1986-os és az 1992-es Afrikai nemzetek kupáján. Tagja volt az 1988-ban Afrikai nemzetek kupáját nyerő válogatottak keretének is.

## Sikerei, díjai
Canon Yaoundé
- Kameruni bajnok (1): 1991

Kamerun
- Afrikai nemzetek kupája (1): 1988